# 西宾街道
西宾街道，是中华人民共和国黑龙江省大庆市让胡路区下辖的一个乡镇级行政单位。

## 行政区划
西宾街道下辖以下地区：
远望社区第一社区、远望社区第二社区、龙庆社区、悦园社区、怡园社区、新潮社区、银亿一社区、银亿二社区、丽水华城社区、乐园社区、憩园社区、燕都社区、明湖社区和奥林社区。